# Jane Child
Jane Richmond Hyslop, művésznevén Jane Child (Toronto, 1967. február 15. –) kanadai énekesnő, dalszerző és zenei producer, akinek leghíresebb dala a Don’t Wanna Fall In Love. Emellett szokatlan öltözködéséről és megjelenéséről (tüskés haj, orrlánc) is ismert.

## Stúdióalbumok
- Jane Child (1989)
- Here Not There (1993)
- Surge (2002)